# Шоги Эффенди
Шоги Эффенди ([ˈʃoʊɡi:_ɛˈfɛndi]; 1 марта 1897 — 4 ноября 1957) был внуком и преемником Абдул-Баха, назначенным на роль Хранителя Веры бахаи с 1921 года до своей смерти в 1957 году.
Шоги Эффенди разработал серию планов обучения, которые повлияли на распространение Веры во многие новые страны. Он также перевел с фарси и арабского на английский язык и предоставил авторитетные толкования многих писаний центральных фигур Веры бахаи. Его сменила временная договоренность. После его кончины делами Веры управляли Десницы Дела до выборов Всемирного дома справедливости в 1963 году.
Шоги Эффенди провел свои ранние годы в Акко, но продолжил обучение в Хайфе и Бейруте, получив в 1918 году степень бакалавра в области искусства в Сирийском протестантском колледже, затем служил секретарем и переводчиком Абдул-Баха. В 1920 году он поступил в Баллиол-колледж в Оксфорде, где изучал политологию и экономику, но второй год его обучения был прерван смертью Абдул-Баха и его назначением Хранителем в возрасте 24 лет.
Шоги Эффенди был лидером и главой Веры бахаи в течение тридцати шести лет. Он вёл деловую переписку по делам религии, пытался прекратить преследования бахаи на Ближнем Востоке, координировал усилия по распространению Веры и созданию Всемирного центра бахаи в районе Акка / Хайфа. Он возвёл 32 человека в ранг Десницы Дела (и 10 присвоил его посмертно). За время его работы число населённых пунктов, в которых исповедовали Веру бахаи, возросло с 1034 в 1935 году до 2700 в 1953 году и 14 437 в 1963 году, а число приверженцев Веры бахаи выросло со 100 000 до 400 000.
При рождении ему дали имя «Шоги Раббани», но впоследствии он стал широко известен как «Шоги Эффенди». Поскольку он был единственным претендентом на роль «Хранителя», он известен по прозвищу Хранитель.

## Ранние годы

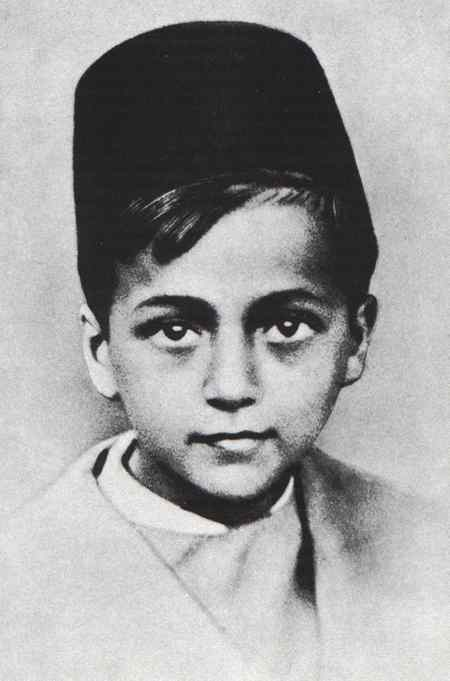
Шоги в детстве, 1905 год

Шоги Эффенди родился в городе Акко (вилайет Бейрут Османской империи, ныне Израиль) 1 марта 1897 года у Мирза Хади Ширази и Зийаийу-ханум, старшей дочери Абдул-Баха. Он родственник Баба по отцовской линии и Бахауллы — по материнской. Начальное образование Шоги дал Абдул-Баха. Абдул-Баха также настаивал на том, чтобы люди обращались к ребёнку с уважительным суффиксом «Шоги-эффенди» («господин Шоги»).
С ранних лет Эффенди знал о преследованиях бахаи в Акке, включая нападки мирзы Мухаммада Али на Абдул-Баха. В детстве он узнал о желании султана Абдул Хамида II (правил в 1876 – 1909 гг.) изгнать Абдул-Баха в пустыни Северной Африки. Также ему сообщили[кто?] об опасности отравления, из-за чего он не пил в домах других бахаи.

## Образование

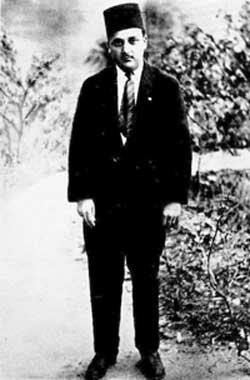
Шоги Эффенди до 1940 г.

Шоги Эффенди получил домашнее начальное образование вместе с другими детьми в семье, затем посещал школу французских Братьев-христиан в Хайфе, а затем учился в католической школе в Бейруте.
Шоги Эффенди должен был сопровождать своего деда в путешествии на Запад, но не смог продолжить путь из-за болезни, которая не позволила ему высадиться в Неаполе.
Позже Шоги Эффенди посещал Сирийский протестантский колледж (позже известный как Американский университет Бейрута) в свои последние годы средней школы и первые годы университета, где он получил степень бакалавра гуманитарных наук в 1918 году. Он часто возвращался на каникулах в Хайфу, чтобы провести время с Абдул-Баха. Во время учёбы он занимался английским языком, который был нужен ему для секретарской работы у Абдул-Баха; к этому моменту он уже свободно владел персидским, турецким, арабским и французским языками.
Первая мировая война Эффенди не грозила благодаря нейтралитету сирийского протестантского колледжа. Хотя политическая напряженность в 1917 году привела к тому, что колледж был ненадолго закрыт, студенческая жизнь продолжалась. Летом 1918 года жизнь Абдул-Баха находилась в критической опасности из-за угрозы вторжения генерала Алленби в Хайфу. Эффенди вернулся к деду в Хайфу осенью 1918 года и занялся его корреспонденцией.
После своего пребывания в Хайфе он поступил в Баллиол-колледж в Оксфорде, где получил диплом бакалавра по специальности «экономика и социальные науки», параллельно продолжая совершенствовать свои переводческие навыки. По свидетельствам современников он был "весёлым и популярным учеником". Он был знаком с будущим премьер-министром Великобритании Энтони Иденом. Учёба Эффенди перемежалась периодическими поездками по Соединенному Королевству для встреч с общинами бахаи. Шоги Эффенди был особенно тронут встречей с небольшой группой бахаи из Манчестера В этот период он начал ежедневно читать The Times и произведения английской литературы.
Весть о смерти Абдул-Баха донеслась до Эффенди в Англии 29 ноября 1921 года. По словам доставившего телеграмму Веллесли Тюдора Поула, новости о кончине деда вызвали у него обморок. Проведя пару дней с Джоном Эсслемонтом и после оформления паспорта Эффенди отплыл из Англии в сопровождении своей сестры Рухангиз и Сары Бломфилд 16 декабря, прибыв в Хайфу 29 декабря. Через несколько дней он открыл завещание Абдул-Баха. В этом документе он был назначен преемником Абдул-Баха и главой Веры бахаи.

## Частная жизнь
Личная жизнь Шоги Эффенди была в значительной степени подчинена его работе в качестве Хранителя религии. Отсутствие секретарской поддержки при большом объёме корреспонденции привело к тому, что в Хайфе он усердно работал, периодически проводя летние каникулы в Европе - в первые годы часто в Швейцарских Альпах. В 1929 и 1940 годах он также путешествовал по Африке с юга на север. В обществе Шоги Эффенди был известен как сдержанный и хорошо осведомлённый в международных делах человек. В частном порядке современники вспоминали его как тёплого, неформального и с большим чувством юмора. Шоги Эффенди спал очень мало и обычно ел только один раз в день. Он был невысокого роста, с тёмными волосами, оливковым цветом лица и карими глазами. Было отмечено, что он походил не на своего деда Абдул-Баха (который был выше и с голубыми глазами), а на своего прадеда Бахауллу.
Шоги Эффенди очень любил английский язык. Он был страстным поклонником английской литературы и любил читать Библию короля Якова. Он был известен тем, что говорил по-английски с оксфордским произношением, а наперсидском — на исфаханском диалекте, унаследованном от бабушки. Шоги Эффенди имел иранское (персидское) гражданство на протяжении всей своей жизни и путешествовал по иранскому паспорту, хотя никогда не посещал Иран.

### Свадьба
В марте 1937 года Шоги Эффенди женился на канадке Мэри Максвелл (р. 1910) получившей имя Рухия-ханум. Она была единственным ребенком Мэй Максвелл, ученицы Абдул-Баха, и Уильяма Сазерленда Максвелла, канадского архитектора. Шоги Эффенди впервые встретил Марию девочкой, когда она приехала в паломничество со своей матерью в 1923 году. Они начали регулярную переписку с середины 1920-х годов. Мария преподавала Веру бахаи; в письмах Эффенди описывал её как «красивую и очень вдохновляющую девушку». Во время её третьего паломничества в 1937 году они начали дружить. Мэри была высокой спортивной женщиной, до приезда в Хайфу она 18 месяцев жила в нацистской Германии со своим двоюродным братом. Пара поженилась в комнате Бахиййе-ханум в доме Абдул-Баха в Хайфе. Церемония была короткой, простой и тихой, Рухия-ханум была одета в чёрное. Сообщение о браке стало сюрпризом для общины бахаи. Мать Шоги Эффенди телеграфировала: «Анонсируем празднование бракосочетания возлюбленного Хранителя. Неоценимая честь оказана служанке Бахауллы Рухиййи-ханум мисс Мэри Максвелл. Союз Востока и Запада, провозглашенный Верой Бахаи, скреплён. Зиаййих, мать Хранителя».
Рухийа-ханум стала его постоянным спутником и помощником; в 1941 году она стала главным англоязычным секретарём Шоги Эффенди; детей они не имели. В одном из редких публичных заявлений 1951 года Эффенди назвал жену своим «помощником, щитом в отражении стрел нарушителей Завета и неутомимым сотрудником в трудных задачах, которые я выполняю».

### Администрация Веры
Община бахаи была относительно небольшой и неразвитой, но Эффенди укреплял и развивал её в течение многих лет, чтобы создать административную структуру, предписанную Абдул-Баха. Под руководством Шоги Эффенди были сформированы Национальные духовные собрания, были созданы многие тысячи Местных духовных собраний . Он координировал планы и ресурсы для создания нескольких континентальных Домов поклонения бахаи по всему миру.
После создания государства Израиль Эффенди начал развивать Всемирный центр бахаи в Хайфе, включая строительство надстройки Храма Усыпальницы Баба, Международного архива и садов святилища вокруг усыпальницы Храма Баба.
В 1951 году он назначил Международный совет бахаи, который должен был действовать как предшественник Всемирного дома справедливости, и назначил 32 живущих Десниц дела, основная функция их заключалась в распространении и защите религии.

### Число верующих
С момента назначения Эффенди хранителем и до его смерти количество бахаи выросло со 100 000 до 400 000. Число стран и территорий, в которых жили бахаи, увеличились с 35 до 250. Шоги Эффенди описывал своё видение развития Веры в многочисленных письмах и на встречах с паломниками в Палестине.
В 1937 году Эффенди запустил серию планов по созданию общин бахаи во всех странах. В 1953—1963 годах в большинстве стран мира проводился Десятилетний крестовый поход.

### Экологический активизм
До Второй мировой войны Эффенди поддерживал работу лесничего-реставратора Ричарда Сент-Барба Бейкера по восстановлению лесных массивов в Палестине и знакомил его с лидерами основных конфессий региона, от которых тот получал финансовую помощь.

### Стиль лидерства
Шоги Эффенди получил образование в Оксфорде и предпочитал западный стиль в одежде, чем отличался от деда. Эффенди — это уважаемый турецкий титул. «Шоги Эффенди» примерно эквивалентен «сэру Шоги». Он часто подписывал письма просто «Шоги». Другим отличием было то, что он держался на расстоянии от местного духовенства и знати и мало ездил в гости к бахаи, предпочитая письма и встречи на нейтральной территории.
Как Хранитель Эффенди был уполномочен толковать писания Бахауллы и Абдул-Баха. Стиль его руководства сильно отличался от стиля Абдул-Баха, в частности, он подписывал свои письма к бахаи словами «ваш истинный брат», ссылаясь в них не на личный авторитет, а на институт Хранительства. Он просил называть себя Шоги Эффенди, а не какими-либо титулами, также избегая получить статус местной знаменитости. Он не одобрял бахаи, которые называли его святой личностью, прося их не праздновать его день рождения и не выставлять его фотографии на обозрение.

## Переводы и писания

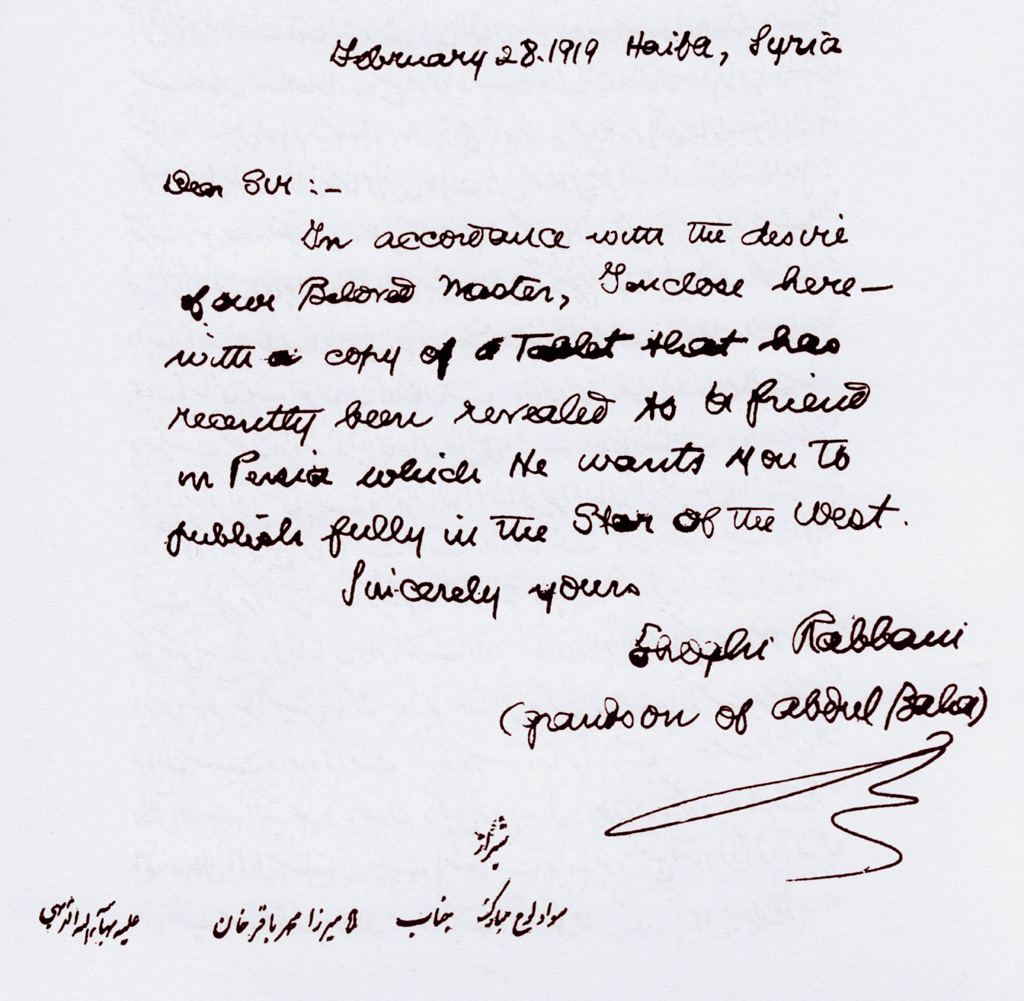
Одно из первых писем Шоги Эффенди в качестве переписывателя (помощника) Абдул-Баха, 1919 год

За свою жизнь Шоги Эффенди перевёл на английский язык многие сочинения Баба, Бахауллы и Абдул-Баха, в том числе Сокровенные слова в 1929 году, Китаб-и-Иган в 1931 году, Выдержки из Писаний Бахауллы в 1935 году и Послание к Сыну Волка в 1941 году. Он также перевёл такие исторические тексты, как Рассветы.  Значимость его вклада заключается не только в том, что он был переводчиком, но и в том, что он был назначенным  авторитетным толкователем писаний Бахаи. Его переводы, таким образом, служат руководством для всех будущих переводов писаний бахаи.
Подавляющее большинство его сочинений было написано в эпистолярном жанре. Собрание его писем насчитывает 17 500 штук, однако общее их число может доходить до 34 000. Жанр его посланий варьирует от обычной административной переписки до длинных посланий ко всем бахаи мира на конкретные темы. Среди именованных писем — Мировой порядок Бахауллы, Пришествие божественной справедливости и Обещанный день наступил.
Другие письма содержали заявления о верованиях, истории, морали, принципах, администрации и законе бахаи. Он также написал некрологи некоторым выдающимся бахаи. Многие из его писем к отдельным лицам собраны в нескольких книгах, которые считаются важными источниками литературы для бахаи всего мира. Единственная книга Эффенди — Бог проходит рядом, выход которой был приурочен к столетней годовщине появления религии. Книга написана на английском языке и посвящена истории бабизма и веры бахаи. Имеется также сокращённая версия этой книги на персидском языке.

## Оппозиция
Мирза Мухаммад Али был сводным братом Абдул-Баха и был упомянут Бахауллой как имеющий положение «ниже» Абдул-Баха. Позже Мухаммад Али боролся с Абдул-Баха за лидерство и в конечном итоге был отлучен от общины бахаи в районе Хайфы / Акко, вместе с несколькими другими людьми, которые его поддерживали. Когда Шоги Эффенди был назначен Хранителем, Мухаммад Али попытался возродить свои претензии на лидерство, предполагая, что упоминание Бахауллой о нем в Китаб-и-Ахд равносильно преемственности руководства.
После смерти Шоги Эффенди Рухийа Ханум опубликовала отрывки из своих личных дневников, чтобы показать примеры из жизни Шоги Эффенди. Она вспоминает огромную боль и страдания, причиненные его ближайшими родственниками и бахаи в Хайфе.
Если бы друзья только знали, как Учитель, и Хранитель страдали от нападок местных бахаи. Некоторые из них были с хорошими намерениями. Но некоторые были с презренными. Это как если бы кто-то был нездоров в Завете, он напал на само тело Богоявления, или Учителя, или Хранителя. Я это видела. Это похоже на яд. Он выздоравливает от него, но это причиняет ему невыразимые страдания, и именно от такого  поведения. Учитель описал Себя в Своей Воле и Завещании как «сия птица со сломанными крыльями». [29] Они [семья Абдул-Баха] много сделали, чтобы найти способ сокрушить каждый грамм духа Хранителя. По натуре он весел и энергичен ... Но вечная борьба с семьей Учителя ... омрачает его ... Шоги Эффенди подвергался нападкам. Это единственное слово для этого: он подвергался нападкам, нападкам, нападкам. К настоящему этому времени он дошел до той точки, что был как человек в западне. Он говорит, что будет бороться до последнего раунда.
В течение жизни Шоги Эффенди почти все оставшиеся члены семьи и потомки Абдул-Баха были исключены из общины как нарушители завета, когда они не выполнили требование Шоги Эффенди прекратить контакт с нарушителями завета, как это предписал Абдул-Баха. Другие ветви семьи Бахауллы уже были объявлены нарушителями Завета в Воле и Завещании Абдул-Баха. На момент его смерти не было живых потомков Бахауллы, которые оставались бы ему верными.

## Смерть

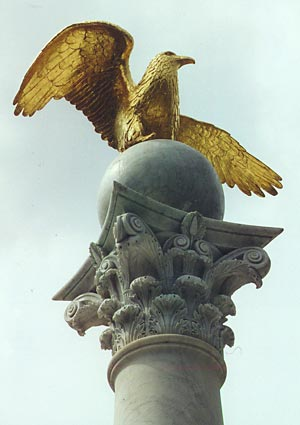
Место упокоения Шоги Эффенди в Лондоне на кладбище Нью Саутгейт

Шоги Эффенди неожиданно скончался в Лондоне 4 ноября 1957 года, когда он приехал в Великобританию и заразился азиатским гриппом во время пандемии, унёсшей жизни двух миллионов человек во всем мире, и он похоронен там, на кладбище Нью Саутгейт .  Его супруга прислала следующую телеграмму:
"Шоги Эффенди, возлюбленный всех сердец, священное доверие, данное верующим Учителем, скончался от внезапного сердечного приступа во сне после азиатского гриппа. Призываю верующих оставаться непоколебимыми и крепко держаться института Десниц, которые с любовью взращивались, были усилены и важность была подчеркнута любимым Хранителем. Только единство сердца и единство цели может должным образом засвидетельствовать верность всех преданных Национальных Собраний почившему Хранителю, который всецело пожертвовал собой ради служения Вере."
- Рухийа
Будущие потомственные Хранители были предусмотрены в писаниях бахаи по назначению от одного к другому. Каждый Хранитель должен был быть назначен предыдущим из потомков Бахауллы мужского пола, предпочтительно в соответствии с первородством .  Назначение должно было произведиться при жизни Хранителя и явном согласии группы Десниц Дела .  На момент смерти Шоги Эффенди все живущие потомки Бахауллы мужского пола были объявлены нарушителями Завета Абдул-Баха или Шоги Эффенди, не оставив подходящих живущих кандидатов. Это привело к серьезному кризису лидерства.  27 живущих Десниц Дела собрались на серию из шести тайных конклавов (или те, кто отсутствовали, подписали соглашения), чтобы решить, как действовать в неизвестной ситуации.  «Десницы Дела» единогласно проголосовали за то, что невозможно законно выбрать и признать преемника и согласиться на него  25 ноября 1957 года они сделали объявление, что взяли под свой контроль Веру, подтвердив, что Шоги Эффенди не оставил завещания и не назначил преемника, и заявили, что назначение не могло быть произведено, и избрали 9 своих членов, чтобы они остались для проживания во Всемирном центре бахаи в Хайфе, чтобы выполнять исполнительные функций Хранителя (они были известны как Хранители). 

### Институт Хранительства
В последнем послании Шоги Эффенди миру бахаи в октябре 1957 года Шоги Эффенди назвал Десницы Дела Бога «Главными Управляющими зарождающегося Мирового Сообщества Бахауллы в зародышевом состоянии» После кончины Хранителя Веру Бахаи временно направляли Десницы Дела, которые избрали из своего числа девять "Хранителей" для служения в Хайфе в качестве главы Веры. Они возложили на «весь институт Десниц Дела» ответственность за определение перехода Международного Совета Бахаи во Всемирный Дом Справедливости, а Хранители оставили за собой право определять и изгонять нарушителей Завета. Таким образом они курировали  исполнение планов Шоги Эффенди в последние годы десятилетнего крестового похода (который длился до 1963 года), кульминацией которого стали выборы и учреждение Всемирного Дома Справедливости на первом Всемирном Конгрессе бахаи в 1963 году.
Уже в январе 1959 года, Мейсон Рими, один из Десниц, считал стал считать себя вторым Хранителем и преемником Шоги Эффенди. Тем летом того года, после конклава Десниц в Хайфе, Рими оставил свой пост и переехал в Вашингтон, округ Колумбия, а вскоре после этого объявил о своих претензиях на абсолютное лидерство, вызвав раскол, в результате чего к нему присоединилось около 100 последователей, в основном в Соединенных Штатах. Рими был отлучен от общины единогласным решением оставшихся 26 Десниц. Хотя вначале это было опасно, основная часть общины бахаи в течение нескольких лет уделяла мало внимания его движению.

## Выборы Всемирного Дома Справедливости
В конце Десятилетнего крестового похода  в 1963 году был впервые избран Всемирный Дом Справедливости. Он был уполномочен выносить решения по ситуациям, не описанным в Священных Писаниях. В качестве своей первой задачи Всемирный Дом Справедливости оценил ситуацию, вызванную тем фактом, что Хранитель не назначил преемника. Дом Справедливости определил, что в сложившихся обстоятельствах, учитывая критерии преемственности, описанные в Воле и Завещании Абдул-Баха, не было законного пути для назначения другого Хранителя. Следовательно, хотя в Воле и Завещании Абдул-Баха содержатся условия для преемственности Хранителей, Шоги Эффенди остается первым и последним, кто занимал  этот пост.

## Хранительство
Институт «Хранительства» обеспечил предполагал наследственную линию главы религии, во многих отношениях схожую с шиитским имаматом. Каждый Хранитель должен был быть назначен предыдущим из числа потомков Бахауллы мужского пола, предпочтительно в соответствии с первородством. Назначение должно было производиться при жизни Хранителя и с явным согласием группы Десниц Дела. Хранитель был бы главой Всемирного Дома Справедливости, и имел бы право исключать его членов. Он также отвечал бы за получение Хукукулла, назначать новых Десниц Дела, обеспечивать "авторитетные и обязательные" толкования писаний Бахаи и отлучать нарушителей Завета от общины.
Всемирный Дом Справедливости был учреждением, упомянутым Бахауллой, институт Хранительства не был четко введен до тех пор, пока Воля и Завещание Абдул-Баха не была публично зачитана после его смерти.
В завещании Абдул-Баха Шоги Эффенди обнаружил, что он был обозначен как «Знак Бога, избранная ветвь, Хранитель Дела Бога». Он также узнал, что был назначен, когда был еще маленьким ребенком. Как Хранитель, он был назначен главой религии, тем, к кому бахаи должны были обращаться за руководством. В завещании Абдул-Баха изложены полномочия Хранителя и Всемирного Дома Справедливости, последний из которых ещё не был учрежден:
«…Хранитель Дела Божьего, а также Всемирный Дом Справедливости, который повсеместным голосованием должен быть избран и учрежден,— оба находятся под покровительством и защитой Красоты Абха… Что бы ни решили они — то от Бога. Всякий, кто не повинуется ему или не повинуется им,— не повинуется Богу; всякий, кто восстает против него и против них,— восстает против Бога; всякий, кто противится ему,— противится Богу; всякий, кто соперничает с ним,— соперничает с Богом; всякий, кто спорит с ним,— спорит с Богом; всякий, кто отрицает его, — отрицает Бога; всякий, кто не верит в него,— не верит в Бога; всякий, кто отступает от него, отдаляется и отворачивается от него, — тот поистине отступает, отдаляется и отворачивается от Бога. Хранитель Дела Бога, а также Всемирный Дом Справедливости, который должен быть избран и учрежден всеми, находятся под опекой и защитой Красоты Абха ... Все, что они решают, - от Бога. Кто не подчиняется ему и не подчиняется им, тот не подчиняется Богу; кто восстает против него и против них восстает против Бога; кто противится ему, тот противится Богу; кто поспорил с ними, тот поспорил с Богом; кто отрицает его, тот отрицает Бога; кто не верит в него, тот не верит в Бога; тот, кто отклоняется, отделяется и отворачивается от него, на самом деле отклонился, отделился и отвернулся от Бога.

### Шоги Эффенди о Хранительстве
Опираясь на фундамент, заложенный в завещании Абдул-Баха, Шоги Эффенди подробно остановился на роли Хранителя в нескольких трудах, включая «Администрацию бахаи» и «Мировой порядок Бахауллы». В этих трудах книгах он сделал все возможное, чтобы подчеркнуть, что он сам и любой будущий Хранитель никогда не должны рассматриваться как равными Абдул-Баха или считаться святой личностью. Он попросил бахаи не праздновать его день рождения и не выставлять его фотографии. В своей переписке Шоги Эффенди подписывал свои письма к бахаи как «брат» и «коллега» до такой степени, что даже обращаясь к молодежи, он называл себя «ваш истинный брат».
Шоги Эффенди писал, что непогрешимость его интерпретаций толкований распространяется только на вопросы, относящиеся к Вере Ббахаи, а не на такие предметы, как экономика и наука.
В своих трудах Шоги Эффенди подчеркивает четкое разделение полномочий между «двумя столпами» — Хранительством и Всемирным Домом Справедливости. Роли Хранителя и Всемирного Дома Справедливости дополняют друг друга: первый обеспечивает авторитетное толкование, а второй гарантирует гибкость и власть полномочия выносить решения по «неясным вопросам и вопросам, которые прямо не записаны в Книге». Шоги Эффенди подробно объяснил, что эти институты взаимозависимы и имеют свои собственные специфические конкретные сферы юрисдикции. Например, Хранитель может определять сферу законодательных действий и требовать пересмотра того или иного решения, но не может диктовать конституцию, отменять решения или влиять на выборы Всемирного Дома Справедливости. Объясняя важность Хранительства, Шоги Эффенди писал, что без него Мировой Порядок Бахауллы был бы «искалечен».

## Внешние ссылки
- Шоги Эффенди в проекте «Гутенберг»
- Shoghi Effendi - resources from bahai.org
- Writings of Shoghi Effendi - authenticated writings in English
- Biography of Shoghi Effendi
- The Guardian's Resting Place - from the official website of the Baha'is of the UK
- The first documentary film about his life
- Meditations on the Eve of November Fourth - reflections written by Abu'l-Qásim Faizi on the eve of Shoghi Effendi's passing